# The Yogscast
The Yogscast, registrada oficialmente como Yogscast Limited, es una empresa de entretenimiento británica con sede en Bristol que se dedica a producir vídeos sobre videojuegos en YouTube y emitir directos en Twitch, también opera la red multicanal Yogscast para creadores de contenido afiliados. Iniciando su actividad en 2008 y constituyéndose formalmente como empresa en 2011.
Tuvieron sus inicios subiendo vídeos dedicados al videojuego en línea multijugador masivo World of Warcraft, pero su popularidad vino cuando empezaron a crear contenido sobre el videojuego de sandbox Minecraft y su serie de rol Shadow of Israphel ambientada en el mismo juego. Recientemente, el grupo juega el juego de caja de arena Garry's Mod y también produce una variedad de vídeos de acción en vivo. En 2017, publicaron el videojuego Caveblazers.
También son conocidos por su campaña benéfica anual que se transmite en vivo en todas las Navidades llamada Jingle Jam, que ha recaudado $25 millones para varias organizaciones benéficas en diciembre de 2012.

## Historia

### Fundación y establecimiento (2008-2011)
El grupo fue fundado en julio de 2008 por Lewis Brindley ("Xephos") y Simon Lane ("Honeydew"), con la creación de su canal de YouTube llamado "BlueXephos" el 8 de julio de 2008 y la publicación de su primer video de YouTube en 25 de julio de 2008. Brindley y Lane comenzaron grabando podcasts en iTunes y vídeos guías sobre World of Warcraft en YouTube desde sus propios hogares y se unieron a amigos de su gremio, con el deseo de compartir el peculiar estilo de humor de Lane con otras personas en todo el mundo. El nombre de su incipiente canal, "Yogscast", se derivó de las letras del título de su gremio de World of Warcraft Ye Olde Goone Squade, que a su vez se originó en la comunidad del foro de Something Awful. En agosto de 2010, se unieron a la red multicanal TheGameStation, una subred de Maker Studios.
En diciembre de 2010, grabaron una serie de vídeos de Minecraft que posteriormente se llamó Shadow of Israphel, que acumuló una gran cantidad de visitas y suscriptores, y los catapultó a la popularidad. El 3 de mayo de 2011, Brindley and Lane incorporó oficialmente The Yogscast como empresa registrada en Reading, Berkshire. También se mudaron a una casa que también compartían con su amiga Hannah Rutherford ("Lomadia") en Reading. También comenzaron un canal secundario para mostrar avances doblados que llamaron "yogscast2". En octubre de 2011, el principal canal de YouTube de The Yogscast, "YOGSCAST Lewis & Simon", alcanzó un millón de suscriptores, lo que lo convirtió en el canal de YouTube más grande del Reino Unido en ese momento.
Posteriormente, otros miembros de Ye Olde Goone Squade se unieron a Brindley y Lane para crear su propio contenido bajo la marca Yogscast. Rutherford inicialmente dirigió el canal secundario de The Yogscast, que luego se convirtió en su propio canal para crear su propio contenido, mientras que otros asociados tempranos como Duncan Jones ("Lalna"), Paul Sykes ("Sjin") y Chris Lovasz ("Sips") crearon sus propios canales para grabar sus propios videos, marcando el comienzo de la familia Yogscast.

### Primeras dificultades (2011-2012)
El equipo de Yogscast realizó su propio panel en MineCon 2011, donde exhibieron parte del trabajo de la comunidad de Minecraft . Después del evento, el grupo fue criticado por el creador de Minecraft, Markus Persson, quien declaró que ya no trabajaría con el grupo, citando el uso de malas palabras y un comportamiento poco profesional. Estas afirmaciones fueron cuestionadas por algunos asistentes a MineCon, así como por el comentarista del juego TotalBiscuit. Yogscast respondió en Reddit y a través de un video de YouTube, negando las acusaciones y expresando su decepción y frustración con la organización de MineCon, así como su respeto por Persson y la comunidad de Minecraft en general. Persson luego se disculpó por el malentendido y se retractó de sus acusaciones, atribuyendo las declaraciones al estrés y la falta de comunicación. Sin embargo, hasta la fecha, The Yogscast no ha publicado más cobertura de MineCons posteriores, ni han trabajado profesionalmente con Persson.
En 2012, el desarrollador de juegos independiente Winterkewl Games realizó una campaña de Kickstarter para desarrollar un videojuego llamado Yogventures. basado en la propiedad intelectual de The Yogscast con los avatares de Shadow of Israphel de Brindley y Lane. La meta de $ 250,000 se alcanzó rápidamente, con un total total de $ 567,000 finalmente recaudado por 13,647 donantes. Sin embargo, el proyecto se estancó después de que Winterkewl Games se quedó sin fondos y finalmente se canceló en julio de 2014. Brindley luego aclaró que los $150,000 que Yogscast había recibido de Kickstarter "se gastaron directamente en recompensas físicas para los patrocinadores de Kickstarter, empacar y enviar las recompensas, cubrir los gastos de marketing... y apoyar el proyecto durante casi tres años", y que The Yogscast gastó "considerablemente más que cualquier dinero que [ellos] recibieron en recompensas" para los patrocinadores. Los patrocinadores fueron compensados con una copia del juego TUG desarrollado por Nerd Kingdom, ¡quien también se hizo cargo de todas las Yogventures en desarrollo! ilustraciones y código fuente. Más tarde, en septiembre de ese año, los patrocinadores también recibieron una copia del juego Landmark de Sony Online Entertainment.

### Popularidad (2012-2016)
A pesar de los reveses, The Yogscast siguió creciendo rápidamente en escala y popularidad. En enero de 2012, su canal principal era el cuarto canal de YouTube más popular en el Reino Unido con 632 millones de visitas, por delante del canal de YouTube de BBC Worldwide, pero en junio de 2012, el canal principal de The Yogscast se convirtió en el primer canal en los Estados Unidos. Kingdom para llegar a mil millones de visitas, y en junio de 2013, habían adquirido cinco millones de suscriptores.
En 2012, Brindley y Lane trasladaron sus operaciones fuera de sus habitaciones en Reading y establecieron su primera oficina en New Bond House en Bond Street, Bristol, y la llamaron "YogTowers". Bristol fue elegido por su infraestructura y enlaces de transporte a Londres y dentro del suroeste de Inglaterra para facilitar el acceso de los otros miembros de su equipo. Su equipo continuó expandiéndose a medida que otros miembros de The Yogscast también se mudaron a la oficina para consolidar sus operaciones en el espacio compartido, y en julio de 2012 The Yogscast tenía más de una docena de miembros y personal en su oficina. También se unieron una variedad de nuevos amigos y creadores de contenido como Martyn Littlewood ("InTheLittleWood") y Hat Films, lo que marcó la expansión de la alineación de Yogscast más allá del grupo original de World of Warcraft.
El Yogscast también comenzó a realizar apariciones públicas periódicas en exposiciones y eventos en todo el Reino Unido, donde realizaban espectáculos en vivo y organizaban firmas en eventos como el Insomnia Gaming Festival y el London Comic Con. En 2014, The Sunday Times nombró a Brindley como una de las 500 personas más influyentes de Gran Bretaña.

### Mayor expansión y diversificación (2016-presente)
Citando dificultades profesionales, The Yogscast dejó Maker Studios en 2016 y estableció su propia red multicanal. Yogscast también se asoció con Microsoft para producir y administrar el canal Xbox On en YouTube en nombre de Xbox UK. Además, numerosos creadores de contenido como Matthew Meredith ("Caff"), BasicallyBea, GeestarGames, Overwatch Central y Vidiots también se unieron como parte de la red más grande de Yogscast.
En mayo de 2017, The Yogscast anunció su primer juego publicado, Caveblazers, desarrollado por el desarrollador independiente de juegos Deadpan Games, como parte de su incursión en el negocio de publicación de juegos. Su segundo juego publicado, Brunch Club, se lanzó en agosto de 2019.
En julio de 2017, The Yogscast dejó su antigua sede en Bond Street y se mudó a oficinas más grandes en otra parte de Bristol en King William House en Queen Square, amueblándola con nuevas comodidades y equipos mejorados. Sus nuevas suites de grabación dedicadas también se pusieron a disposición de los productores de contenido para alquilarlas para grabar y transmitir contenido. Esta nueva sede se llamó The Yogscast Studios, abreviado como "YogStudios". El antiguo equipo de estudio que The Yogscast utilizó anteriormente en las antiguas oficinas también se entregó al Museo Nacional de Ciencias y Medios para ser utilizado como parte de un nuevo desarrollo del museo. 
En noviembre de 2017, The Yogscast escindió Fourth Floor Creative, una agencia creativa especializada en marketing de influencers dentro de la industria de los videojuegos encabezada por el director de ingresos de The Yogscast, Rich Keith. Se formaron como una entidad separada con la intención declarada de aprovechar su experiencia acumulada al estar en The Yogscast para trabajar con empresas y personas influyentes fuera de The Yogscast. Comenzaron con un equipo de dos, pero en su primer año habían crecido hasta abarcar dieciocho empleados y realizar 140 campañas de marketing, la mayoría de ellas para personas influyentes que no eran de Yogscast.
De julio a agosto de 2019, los miembros Meredith y Paul "Sjin" Sykes, así como el director ejecutivo Mark Turpin fueron eliminados de The Yogscast o renunciaron luego de varias acusaciones de conducta inapropiada.
En agosto de 2019, The Yogscast organizó su propia convención llamada YogCon. El evento se llevó a cabo en Motion en Bristol y se pusieron a la venta 800 boletos. El evento contó con tres etapas, dos de las cuales se transmitieron en vivo en Twitch. ¡Estas etapas incluyeron eventos como la lectura de un libro en vivo, una versión en vivo de Triforce! podcast, una sesión de música en vivo y un concurso de pub en el que podían participar tanto los asistentes a YogCon como las personas que seguían la transmisión en vivo.
En junio de 2020, el miembro de Yogscast "ThatMadCat" fue eliminado de la red luego de acusaciones de mensajes inapropiados y apoyo de exmiembros que habían enfrentado acusaciones de conducta sexual inapropiada. 
Al 5 de diciembre de 2020 , el canal principal de YouTube de Yogscast tiene 7 190 000 suscriptores, 4 271 600 000 reproducciones de video y presenta otros 30 canales de YouTube,  mientras que el canal Yogscast en Twitch tiene 954 000 seguidores y un total de 137 820 000 reproducciones de video.
En 2021, The Yogscast realizó una inversión de seis cifras en Chance & Counters, un café de juegos de mesa con sede en Bristol, para ayudar a financiar futuros planes de expansión. También en 2021, Yogscast lanzó una división de podcasts, Pickaxe. Promocionan una lista exitosa de programas, incluidos Simon's Peculiar Portions , Hat Films' The Hat Chat Podcast , Chance & Counters , Zero Degrees y The Review of Death: A Doctor Who Podcast. 

## Producciones

#### Word of Warcraft
Los videos de World of Warcraft de Yogscast fueron los primeros videos publicados por The Yogscast y en gran parte tomaron la forma de videos instructivos paródicos. En julio de 2010, Brindley y Lane también comenzaron una serie de vídeos de reproducción que mostraban una vista previa de la versión beta cerrada del paquete de expansión Cataclysm. Gran parte de la popularidad inicial de The Yogscast se debió a la cobertura de estos videos en los medios y en los blogs, y Joystiq (más tarde se convirtió en Engadget ) los cubrió regularmente a medida que se publicaban.

#### Minecraft
Una de las características de video más populares de The Yogscast son sus muchas series de Minecraft. En diciembre de 2010, Brindley y Lane comenzaron una serie continua de videos multijugador de supervivencia estilo Minecraft Let's Play. A medida que avanzaba la serie, se convirtió en una comedia dramática semi-improvisada llamada Shadow of Israphel . Esta nueva serie condujo a un auge en el número de suscriptores de YouTube del grupo y fue un factor importante que contribuyó a su ascenso a la fama. La última entrega, el episodio 42, se estrenó en julio de 2012. La serie se suspendió desde entonces y no se canceló oficialmente, aunque su pausa indefinida sigue siendo una broma recurrente entre The Yogscast y su audiencia.
Desde entonces, también han producido otras series narrativas ambientadas en Minecraft, a menudo con el uso de modpacks como Tekkit, como Jaffa Factory, YogLabs, MoonQuest y Hole Diggers, que también han atraído a una gran audiencia.
Otra de las series de Minecraft de Brindley y Lane también los involucró jugando y jugando a través de diferentes mapas de aventuras creados por jugadores, mostrando diferentes mapas creados por la comunidad de jugadores.
En junio de 2011, The Yogscast seleccionó y lanzó una colección de modificaciones de Minecraft a las que llamaron "Yogbox".

#### Live Action
Yogscast ha participado y producido su propia serie de acción en vivo a gran escala. Los más comunes son la cobertura del grupo de varias convenciones de juegos, así como sesiones de juegos de rol y videos de "desafíos" promovidos por el estudio. Otras producciones notables de acción en vivo incluyen una discusión con el presentador de radio y televisión Jonathan Ross, una entrevista estilo falso documental con el actor Warwick Davis, una entrevista con Sigourney Weaver, un proyecto promocional con Peter Molyneux y una serie de promocionales. bocetos de acción en vivo con Ubisoft, EA, Microsoft, la BBC, Lucasfilm, Disney, Universal Studios, Blizzard Entertainment, Sony y algunos desarrolladores independientes más pequeños.

### Podcasts

#### YoGPoD
El YoGPoD es el primer podcast del grupo, lanzado por primera vez el 5 de febrero de 2009 y estaba destinado a ejecutarse junto con los lanzamientos de videos de YouTube del grupo. Junto con los anfitriones Brindley y Lane, a menudo presentaba a otros miembros de su gremio de World of Warcraft y se lanzó inicialmente con un programa semanal propuesto. Sin embargo, los lanzamientos se volvieron más esporádicos con el tiempo, hasta el punto de que "YoGPoD 42: Strawnana" salió el 4 de julio de 2012, 5 meses después de su predecesor. Un YoGPoD con temática de Halloween, "YoGPoD 44: Halloween Spack-2-cular" fue lanzado el 28 de octubre de 2012, seguido de "YoGPoD 45: Halloween Spack-3-cular" el 30 de octubre de 2013. Después del YoGPoD de Halloween de 2013, hubo una breve serie de lanzamientos desde octubre de 2015 hasta enero de 2016, antes de que el cronograma se detuviera nuevamente.
El 9 de julio de 2018, se lanzó un episodio sorpresa con temática de Halloween titulado "YoGPoD 51: Halloween Spack-10-cular" para celebrar una década de contenido de Yogscast. A pesar del nombre, fue grabado y lanzado lejos de Halloween.
El YoGPoD no tiene una estructura estricta, pero una de las características más destacadas es que Lane se hace pasar por figuras públicas que luego Brindley "entrevista". Brian Blessed, Warwick Davis y la reina Isabel II a menudo son parodiados de esta manera.
El podcast alcanzó el número 1 en la lista iTunes UK Podcasts el 4 de julio de 2012, tras el lanzamiento de "YoGPoD 42: Strawnana".

#### Triforce!
Triforce! es un podcast de juegos y discusión general presentado por Brindley, Sips y Pyrion Flax (Edward Forsyth). Fue lanzado por primera vez el 23 de marzo de 2016. El podcast se publica junto con The YoGPoD y presenta al trío hablando sobre varias ideas centradas en los juegos, pero también se expande a temas actuales y pensamientos esporádicos. La estructura del podcast es bastante flexible, con una introducción, temas diversos, una sección de juegos, una lectura de la ficción casera "Bodega" de Pyrion Flax (Episodio 19 a Episodio 43) y en los primeros episodios, preguntas y respuestas de los seguidores de Twitter. al cierre del podcast.
¡En 2017, el canal oficial de YouTube de YoGPoD fue renombrado para Triforce! pódcast. También se estrenó una serie derivada de estilo de audiolibro, titulada Bodega . ¡La serie presenta extractos de la Trifuerza normal!, podcast donde Pyrion Flax narra su ciencia ficción casera. Bodega: Tales from the Bodegaverse se publicó en formato impreso y de libro electrónico en 2019.

#### Otros podcasts
Hat Chat es un podcast de variedad de comedia presentado por Chris Trott, Ross Hornby y Alex Smith de Hat Films
Simon's Peculiar Portions toma la forma de los anfitriones Simon Lane y Lewis Brindley discutiendo noticias extrañas pero verdaderas que Simon ha encontrado en Internet cada semana. El podcast también se publica en forma de video en el canal principal de Youtube de Yogscast.
Pitch, Please es presentado por los editores de Yogscast Tom Hazell y Alex Turner. En cada episodio, los anfitriones discuten lanzamientos extravagantes para nuevos videojuegos con uno o más de los desarrolladores de Yogscast Games, a menudo con la estrella invitada de otro miembro o amigo de Yogscast.
High Rollers: Aerois es un podcast de RPG Dungeons and Dragons presentado por un grupo de miembros de Yogscast conocidos como High Rollers, liderados por Mark "Sherlock" Hulmes en el papel de Dungeon Master.

### Transmisiones en vivo
Yogscast Jingle Jam es una serie de transmisiones en vivo que se transmiten a lo largo de diciembre de cada año con la intención de recaudar dinero para obras de caridad.
High Rollers D&D es una serie de Dungeons & Dragons que se juega en el Sunday Tabletop RPG Show, parte del programa diario de transmisión en vivo de Yogscast. El programa se transmite en vivo en el canal Yogscast Twitch los domingos a partir de las 5 p. m. GMT. Es la transmisión en vivo de Dungeons and Dragons más grande de Europa y se ha asociado con Wizards of the Coast en varias miniseries.
Yogscast Poker Nights es una serie de juegos de póquer transmitidos en vivo por Twitch. En mayo de 2018, The Yogscast firmó un acuerdo de patrocinio de seis episodios con KamaGames para promocionar la aplicación Pokerist de este último en la transmisión en vivo.

## Miembros actuales
| Creador           | Alias(es)           | Alias(es)           | Fecha de Aproximada de incorporación |
| ----------------- | ------------------- | ------------------- | ------------------------------------ |
| Lewis Brindley    | Xephos              | Xephos              | 2008                                 |
| Simon Lane        | Honeydew            | Honeydew            | 2008                                 |
| Duncan Jones      | LividCoffee, Lalna  | LividCoffee, Lalna  | 2009                                 |
| Chris Lovasz      | Sips                | Sips                | 2009                                 |
| Joakim Hellstrand | Rythian             | Rythian             | 2009                                 |
| Martyn Littlewood | InTheLittleWood     | InTheLittleWood     | 2011                                 |
| Liam Mackay       | Nilesy              | Nilesy              | 2012                                 |
| Jonathan Whitten  | Ravs                | Ravs                | 2012                                 |
| Zoey Proasheck    | Zoeya               | Zoeya               | 2012                                 |
| Kim Richards      | NanoSounds, NanoKim | NanoSounds, NanoKim | 2013                                 |
| Rick Van Laanen   | Zylus, Zylush       | Zylus, Zylush       | 2013                                 |
| Alex Smith        | Alsmiffy            | Hat Films           | 2013                                 |
| Ross Hornby       | Rossperu, Djh3max   | Hat Films           | 2013                                 |
| Chris Trott       | Trottimus           | Hat Films           | 2013                                 |
| Tom Clark         | Angory Tom          | Angory Tom          | 2013                                 |
| Ted Forsyth       | Pyrion Flax         | Pyrion Flax         | 2014                                 |
| Harry Marshall    | Barry, VeteranHarry | Barry, VeteranHarry | 2014                                 |
| Mark Hulmes       | Sherlock Hulmes     | Sherlock Hulmes     | 2015                                 |
| David -           | Vadact              | Vadact              | 2016                                 |

| Creador          | Alias(es)                | Alias(es)                | Fecha aproximada de incorporación |
| ---------------- | ------------------------ | ------------------------ | --------------------------------- |
| Georgia Dana     | Gee, GeeStar             | Gee, GeeStar             | 2017                              |
| Hanna Vaughn     | Mousie, MousieMouse      | Mousie, MousieMouse      | 2017                              |
| Ben Wilson       | Wilsonator               | Wilsonator               | 2017                              |
| Peter Mann       | Pedguin, Ped             | Pedguin, Ped             | 2017                              |
| Nicholas Buccino | Daltos                   | Daltos                   | 2018                              |
| Ben Potter       | Vidiots                  | Vidiots                  | 2018                              |
| Peter Austin     | Vidiots                  | Vidiots                  | 2018                              |
| Michael Johnson  | Vidiots                  | Vidiots                  | 2018                              |
| Alex             | Alex The Rambler         | Alex The Rambler         | 2018                              |
| Lydia Ellery     | SquidGame, Lyds          | SquidGame, Lyds          | 2018                              |
| Sophie Rogerson  | Bouphe                   | Bouphe                   | 2018                              |
| Rimmy            |                          |                          | 2018                              |
| Fionn Riches     | Saberial                 | Saberial                 | 2019                              |
| Tom              | The Spiffing Brit, Spiff | The Spiffing Brit, Spiff | 2019                              |
| M4ng0            | Mango, 0r4nge_M4ng0      | Mango, 0r4nge_M4ng0      | 2020                              |
| Emmalee          | BobaWitch                | BobaWitch                | 2020                              |
| Breeh            |                          |                          | 2020                              |
| Briony Turner    | BrionyKay                | BrionyKay                | 2020                              |
| Xander           | Drakon Astron            | Drakon Astron            | 2020                              |
| Xenophyte        |                          |                          | 2020                              |
| Rosie Rogerson   | Osiefish                 | Osiefish                 | 2020                              |
| Kirsty           |                          |                          | 2022                              |

## Iniciativas benéficas

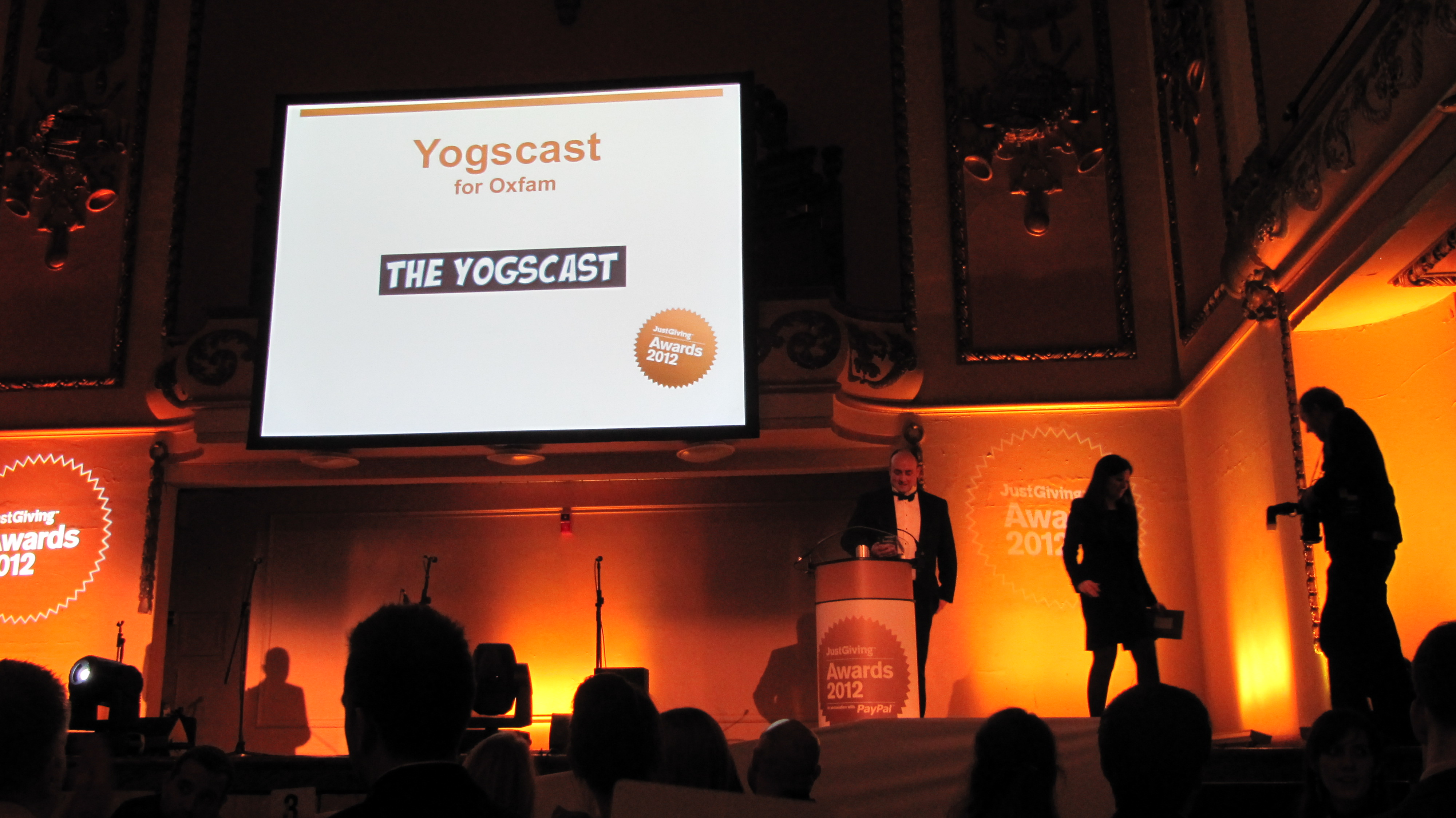
The Yogscast en JustGiving Awards 2012, recibiendo el premio a la recaudación de fondos más popular.

Desde 2011, The Yogscast ha organizado una serie de transmisiones en vivo todos los años en diciembre en beneficio de la caridad. La idea comenzó cuando los fanáticos enviaban regalos a Brindley y Lane durante la temporada navideña, pero insistían en que el dinero se donara a la caridad.
Yogscast comenzó su primera transmisión en vivo de caridad en diciembre de 2011 con la intención de recaudar dinero para el programa Give a Goat de Oxfam para "enviar cabras vacunadas y de origen local a familias que viven en la pobreza". Como parte de su campaña benéfica, el grupo organizó una transmisión en vivo en Twitch todos los días de diciembre mientras se animaba a los espectadores a donar a la organización benéfica a través del portal de recaudación de fondos JustGiving. Las transmisiones en vivo se transmitieron desde el sótano de la casa que compartían Brindley, Lane y Rutherford en ese momento. Se recaudó un total de £66.040,30, superando el objetivo de £60.000. Por este logro, The Yogscast fue nombrada la recaudación de fondos más popular de JustGiving de 2012.
Para la temporada navideña de 2012, el equipo de Yogscast llevó a cabo otra campaña benéfica para Oxfam llamada Honeydew's Honey Drive, con el objetivo de recaudar 60.000 libras esterlinas. Las mejoras con respecto al año anterior incluyeron la actualización a un estudio de transmisión dedicado en sus nuevas oficinas en Bristol, así como la participación de otros productores de contenido de YouTube como Hat Films, TotalBiscuit y Athene. La campaña benéfica se organizó en ayuda del 'Plan Bee' de Oxfam para proporcionar capacitación y equipo para la apicultura en Etiopía y el '365 Emergency Fund' para la provisión de ayuda urgente en situaciones de emergencia. Además de las donaciones de los espectadores a través del sitio web JustGiving, el equipo también recaudó ingresos adicionales a través de la venta de suscripciones de Twitch, merchandising y canciones navideñas para donar a organizaciones benéficas. Como incentivo para donar y a instancias de Lane, Brindley accedió a vestirse con un disfraz de abeja hembra en caso de que la campaña benéfica alcanzara su objetivo. Se alcanzó la meta y, como prometió, Brindley se vistió con el disfraz para el día de Navidad. Honeydew's Honey Drive logró recaudar £240.568,25, más del triple que el año anterior. El grupo fue nuevamente nominado para la recaudación de fondos más popular de JustGiving de 2013 y recibió un premio de reconocimiento especial en la ceremonia de los premios JustGiving.
En 2013, The Yogscast organizó Dwarven Dairy Drive. A partir de esta campaña benéfica, las donaciones se realizaron a través de Humble Bundle en lugar de JustGiving, lo que permitió a los donantes recibir una variedad de juegos y contenido del juego como muestra de agradecimiento. Las donaciones también se distribuyeron para beneficiar a varias organizaciones benéficas en lugar de solo una; además de Oxfam, la campaña benéfica también apoyó a GamesAid, Little People UK, Special Effect y War Child. Esta campaña benéfica atrajo considerablemente más donantes que las transmisiones en vivo anteriores y recaudó un total de $ 1,159,746.33, el triple que el año anterior.
En 2014, The Yogscast nombró a su campaña benéfica de transmisión en vivo Yogscast Jingle Jam, que ha seguido siendo el tema de la campaña benéfica de cada año desde entonces. El Yogscast Jingle Jam 2015 invitó a invitados especiales a las transmisiones en vivo, incluidas otras celebridades de YouTube, Adam Montoya ("SeaNanners"), Jordan Maron ("CaptainSparklez") y Toby Turner ("Tobuscus").
En los años siguientes, la campaña benéfica batió récords en rápida sucesión. El Yogscast Jingle Jam 2016 superó el total del año anterior en la primera semana de la campaña benéfica, y recaudó más del doble de su récord de 2013, entre $ 2,5 y 2,6 millones.  Al igual que en años anteriores, presentó una lista de organizaciones benéficas apoyadas, pero también permitió una nueva opción para que los donantes eligieran otro beneficiario de una lista de miles de organizaciones benéficas.
La entrega de 2017 fue aún más exitosa, recaudando $500,000 en la primera hora, $1 millón en el primer día, y rompiendo el récord de 2016 en la primera semana. Atrajo un pico de 60.400 espectadores simultáneos en la primera semana de diciembre, y para finales de mes había transmitido más de 700 horas de transmisión en vivo y fue visto por 2,5 millones de personas, que ascienden a 6,8 millones. espectadores-horas o 779 espectadores-años vistos, lo que convierte a Yogscast en el canal más visto en Twitch ese mes por tiempo visto. La campaña de caridad recaudó un total de $5,245,772, nuevamente más del doble que el año anterior. Por su trabajo con Whale and Dolphin Conservation, The Yogscast fue galardonado con el Celebrity Charity Champion for the Third Sector Awards en 2018.
En 2018, The Yogscast lanzó Yogscast Jingle Jam 2018, agregando Save the Children y Call of Duty Endowment a la lista de organizaciones benéficas destacadas. Una vez más, The Yogscast se convirtió en el canal más visto en Twitch por horas vistas, con 2,62 millones de horas vistas desde el 30 de noviembre hasta el 6 de diciembre. Además, los primeros dos días produjeron las transmisiones de mejor desempeño del año para el canal. El Yogscast recaudó $ 1 millón en los primeros dos días y $ 1,5 millones en los primeros tres. Algunas de las transmisiones en vivo incluyeron una transmisión en vivo para hornear el 5 de diciembre en colaboración con la concursante de The Great British Bake Off, Briony Williams, durante la cual también alcanzaron el hito de recaudar $ 2 millones, así como una discusión sobre "Sexo y ciencia". panel el 22 de diciembre con los youtubers Hannah Witton y Simon Clark. Al final de la campaña benéfica, Jingle Jam 2018 había recaudado $ 3,3 millones para caridad, para un total acumulado de $ 14,939,930.53 después de 2018.
El Jingle Jam 2019 recaudó $250,000 en los primeros 8 minutos y $1 millón en las primeras 24 horas. Fue el segundo canal más visto en Twitch durante la semana del 2 al 8 de diciembre de 2019, atrayendo 1,9 millones de horas de visualización, solo superado por ESL Pro League. Sus eventos incluyeron el Yogscast Game Jam inaugural, un game jam de 48 horas, con el tema del año de '¡DONAR!'. Finalmente, recaudó $2.7 millones.
En 2020, Jingle Jam 2020 cambió su plataforma de recaudación de fondos a Tiltify después de 7 años en Humble Bundle, sin dejar de ofrecer paquetes de juegos a cambio de donaciones. Presentaba una lista más larga de doce organizaciones benéficas, con un número limitado de paquetes de juegos asignados a cada organización benéfica. La duración de la transmisión en vivo de caridad también se redujo a 2 semanas debido a los requisitos de distanciamiento social durante la pandemia de COVID-19 y la dificultad en la generación de contenido hacia el final de la recaudación de fondos. La recaudación de fondos recaudó un total de £2,120,590 ($2,841,000), elevando el total acumulado a $20 millones.
El Jingle Jam 2021, en su décimo aniversario, se organizó en beneficio de 14 organizaciones benéficas, con las nuevas incorporaciones de Autistica, End Violence and Racism Against ESEA Communities, Global's Make Some Noise y Lifelites. Además, se invitó al público general de creadores y transmisores en vivo a crear sus propias transmisiones de recaudación de fondos junto con la campaña principal, y sus donantes también pudieron recibir el paquete del juego como recompensa. Volvió a recaudar más de $ 1 millón en las primeras 24 horas, y un total de £ 3,342,063.
| Año                                    | Nombre                                 | Plataforma                             | Organizaciones benéficas destacadas | Fondos recaudados en campaña |
| -------------------------------------- | -------------------------------------- | -------------------------------------- | --- | ---------------------------- |
| 2011                                   | Yogscast Christmas Goat Giving Special | JustGiving                             | - Oxfam's 'Give a Goat' | £66,040.30                   |
| 2012                                   | Honeydew's Honey Drive                 | JustGiving                             | - Oxfam's 'Plan Bee' and '365 Emergency Fund' | £240,568.25                  |
| 2013                                   | Dwarven Dairy Drive                    | Humble Bundle                          | - GamesAid - Little People UK - Oxfam - SpecialEffect - War Child | $1,159,746.33                |
| 2014                                   | Yogscast Jingle Jam                    | Humble Bundle                          | - End Polio Now - Fauna and Flora International - Médecins Sans Frontières - Oxfam - SpecialEffect | $1,104,882.09                |
| 2015                                   | Yogscast Jingle Jam 2015               | Humble Bundle                          | - Cancer Research UK - Fauna and Flora International - GamesAid - Médecins Sans Frontières - Mental Health Foundation - Oxfam - SpecialEffect | $1,052,881.48                |
| 2016                                   | Yogscast Jingle Jam 2016               | Humble Bundle                          | - Cancer Research UK - GamesAid - International Lesbian, Gay, Bisexual, Trans and Intersex Association - Mental Health Foundation - SpecialEffect - Whale and Dolphin Conservation | $2.5-2.6 million             |
| 2017                                   | Yogscast Jingle Jam 2017               | Humble Bundle                          | - Cancer Research UK - International Lesbian, Gay, Bisexual, Trans and Intersex Association - Mental Health Foundation - SpecialEffect - Wallace & Gromit's Grand Appeal - Whale and Dolphin Conservation                                                                                           | $5,245,772.00                |
| 2018                                   | Yogscast Jingle Jam 2018               | Humble Bundle                          | - Cancer Research UK - Call of Duty Endowment - International Lesbian, Gay, Bisexual, Trans and Intersex Association - Mental Health Foundation - SpecialEffect - Save the Children - Wallace & Gromit's Grand Appeal - Whale and Dolphin Conservation                                              | $3,307,959.36                |
| Sub total acumulativo posterior a 2018 | Sub total acumulativo posterior a 2018 | Sub total acumulativo posterior a 2018 | Sub total acumulativo posterior a 2018 | $14,939,930.53               |
| 2019                                   | Jingle Jam 2019                        | Humble Bundle                          | - Access Sport - Call of Duty Endowment - Mental Health Foundation - SpecialEffect - Stand Up To Cancer - Wallace & Gromit's Grand Appeal - War Child - Whale and Dolphin Conservation | $2,739,251.08                |
| Subtotal acumulativo posterior a 2019  | Subtotal acumulativo posterior a 2019  | Subtotal acumulativo posterior a 2019  | Subtotal acumulativo posterior a 2019 | $17.6 million                |
| 2020                                   | Jingle Jam 2020                        | Tiltify                                | - Access Sport - Call of Duty Endowment - ILGA - Mental Health Foundation - National Videogame Museum - One25 - Open Bionics - Safe In Our World - SpecialEffect - Wallace & Gromit's Grand Appeal - War Child - Whale and Dolphin Conservation                                                     | £2,120,590 ($2,841,000)      |
| Subtotal acumulativo posterior a 2020  | Subtotal acumulativo posterior a 2020  | Subtotal acumulativo posterior a 2020  | Subtotal acumulativo posterior a 2020 | $20 million                  |
| 2021                                   | Jingle Jam 2021                        | Tiltify                                | - Access Sport - Autistica - Call of Duty Endowment - Cancer Research UK - End Violence and Racism Against ESEA Communities - Global's Make Some Noise - ILGA - Lifelites - Mental Health Foundation - Open Bionics - SpecialEffect - The Grand Appeal - War Child - Whale and Dolphin Conservation | £3,342,063                   |

## Premios y Nominaciones
| Premio                    | Fecha | Categoría                          | Ganador(es) y nominado(s) | Resultado |
| ------------------------- | ----- | ---------------------------------- | ------------------------- | --------- |
| Premios JustGiving        | 2012  | Recaudador de fondos más popular   | The Yogscast              | Ganador   |
| Premios Golden Joystick   | 2012  | Premio de Youtuber Gamer           | The Yogscast              | Ganador   |
| Premios JustGiving        | 2013  | Recaudador de fondos más popular   | The Yogscast              | Nominado  |
| Premios Golden Joystick   | 2013  | Premio de Youtuber Games           | The Yogscast              | Ganador   |
| Premios Shorty            | 2016  | Premios de Redes sociales          | The Yogscast              | Nominado  |
| Premios Shorty            | 2017  | Premios de Redes Sociales          | Hanna Rutherford          | Nominado  |
| Premios del Tercer Sector | 2018  | Campeón de Caridad de celebridades | The Yogscast              | Ganador   |